# Liste der Straßen in Berlin-Borsigwalde

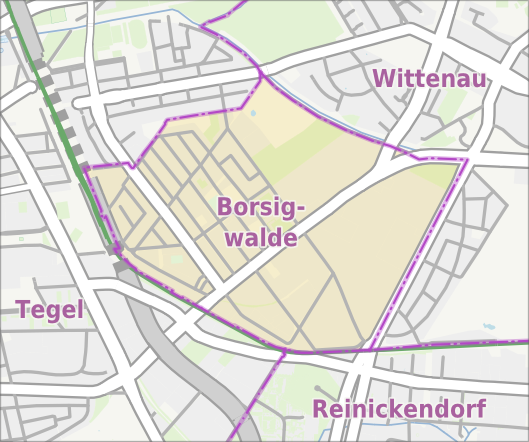
Übersichtskarte von Berlin-Borsigwalde

Die Liste der Straßen in Berlin-Borsigwalde stellt die im Berliner Ortsteil Borsigwalde liegenden Straßen mit ihren historischen Bezügen dar. Gleichzeitig ist diese Zusammenstellung ein Teil der Listen aller Berliner Straßen und Plätze.

## Überblick
Borsigwalde hat 6.899 Einwohner (Stand: 31. Dezember 2023) und liegt im Postleitzahlenbereich 13509. Im Ortsteil bestehen 32 gewidmete Straßen mit einer Gesamtlänge von 16,6 Kilometern. Von diesen Straßen führen neun unter gleichem Namen in die Nachbarortsteile: Reinickendorf, Wittenau oder Tegel.
Am 24. April 2012 beschloss das Bezirksamt, Borsigwalde offiziell zum 11. Ortsteil des Bezirks Reinickendorf zu erklären. Die Grenzen von Borsigwalde verlaufen wie folgt:
- Nördliche Begrenzung: Am Nordgraben von Borsigwalder Weg bis Eichborndamm
- östliche Begrenzung: Eichborndamm von Am Nordgraben – S-Bahnhof Eichborndamm
- südliche Begrenzung: S-Bahnhof Eichborndamm – Trettachzeile
- westliche Begrenzung: Trettachzeile – Altenhofer Weg – Borsigwalder Weg – Am Nordgraben

Borsigwalde als Ortslage von Wittenau ist bereits im Adressbuch 1919 aufgeführt. Entsprechend sind zur „Kolonie Borsigwalde“ folgende Straßen mit dem Zusatz ‚Post Borsigwalde‘ im Vorort Wittenau genannt: Conrad-, Ernst-, Innungs-, Mirau-, Räusch-, Schubart-, Sommerfelder, Tietzstraße, sowie Straße 18 (Seidelstraße), Straße 21 und Straße 22 (Wittestraße). Im Adressbuch von 1910 ist die Kolonie Borsigwalde mit ihren Straßen als Unterpunkt von Wittenau aufgenommen. Neben den acht Straßen und dem unbebauten Kirchplatz sind 1910 mehrere nummerierte Planstraßen nur als projektierte Querstraßen, jedoch nicht als Stichwort aufgeführt. Noch 1909 ist Dalldorf im Adressbuch genannt jedoch nicht im Straßenverzeichnis der Vororte aufgenommen.

## Übersicht der Straßen
Die nachfolgende Tabelle gibt eine Übersicht über die vorhandenen Straßen  im Ortsteil sowie einige dazugehörige Informationen.
- Name/Lage: aktuelle Bezeichnung der Straße. Über den Link Lage kann die Straße  auf verschiedenen Kartendiensten angezeigt werden. Die Geoposition gibt die Lage der ungefähren Mitte der Straßenlänge an.
- Im amtlichen Straßenverzeichnis nicht aufgeführte Verkehrswege sind mit * gekennzeichnet.
- Ehemalige oder nicht mehr gültige Straßennamen sind kursiv gesetzt. Für bedeutende ehemalige Straßen oder historische Straßennamen ist gegebenenfalls eine gesonderte Liste vorhanden.
- Länge/Maße in Metern:
Die in der Übersicht enthaltenen Längenangaben sind  gerundete Übersichtswerte, die in Google Earth mit dem dortigen Maßstab ermittelt wurden. Sie dienen Vergleichszwecken und werden, sofern amtliche Werte bekannt sind, ausgetauscht und gesondert gekennzeichnet.
Sofern die Straße auch in benachbarte Ortsteile weiterführt, gibt der Zusatz ‚im Ortsteil‘ an, wie lang der Straßenabschnitt innerhalb des Ortsteils dieses Artikels ist.
- Namensherkunft: Ursprung oder Bezug des Namens.
- Anmerkungen: weitere Informationen über anliegende Baudenkmale oder Institutionen, die Geschichte der Straße und historische Bezeichnungen.
- Bild: Foto der Straße oder eines anliegenden Objektes.

| Name/Lage                  | Länge/Maße (in Metern) | Namensherkunft                                                                                               | Datum der Benennung | Anmerkungen | Bild                                                                                            |
| -------------------------- | ---------------------- | --- | ------------------- | --- | ----------------------------------------------------------------------------------------------- |
| Altenhofer Weg (Lage)      | 0240                   | Altenhof, Ortsteil der Gemeinde Schorfheide in Brandenburg                                                   | 10. Apr. 1961       | Sie entstand als Straße 169 des Bebauungsplans und verläuft von der Conradstraße bis zum Nassenheider Weg. Zwischen Ziekowstraße und Nassenheider Weg bildet sie die Grenze zum Ortsteil Tegel. | Altenhofer Weg                                                                                  |
| Am Nordgraben (Lage)       | 1330 (im Ortsteil)     | Nordgraben, Entwässerungsgraben, der die Panke mit dem Tegeler See verbindet                                 | 1. Nov. 1968        | Sie entstand als Straße 374 des Bebauungsplans. Am 1. Juli 1976 wurden die Straßen 473 und 374 ebenfalls so benannt. Auch die Verlängerung zwischen Triftstraße und Gorkistraße erhielt am 1. November 1978 diesen Namen. Der überwiegende Teil liegt im Ortsteil Wittenau. Hier befindet sich das Vivantes Humboldt-Klinikum, Standort Am Nordgraben. | Humboldt-Klinikum                                                                               |
| Borsigwalder Weg (Lage)    | 1220                   | Borsigwalde, ehemalige Ortslage in Wittenau, heute ein Ortsteil von Reinickendorf                            | vor 1922            | Die Trasse existierte bereits 1905 ohne Bezeichnung. Sie entstand als Straße 10 des Bebauungsplans und verbindet die Ernststraße mit der Straße Am Nordgraben. Die Benennung erfolgte zwischen 1918 und 1922. | Borsigwalder Weg vom Klinnerweg aus nach Nordost gesehen                                        |
| Breitenbachstraße (Lage)   | 0880                   | Paul von Breitenbach (1850–1930), von 1906 bis 1918 Minister der öffentlichen Arbeiten im Königreich Preußen | vor 1908            | Die Straße führt von der Holzhauser Straße bis zur Miraustraße durch Industriegelände. Die Verwaltungsgebäude der EDEKA Berlin, die ehemalige Hauptpostwerkstatt für Postkraftwagen und das Um- und Abspannwerk Wittenau sind gelistete Baudenkmale. Auf dem Grundstück 33–36 befand sich bis 1945 das Stammwerk der Altmärkischen Kettenwerke, eines Herstellers von Panzerfahrzeugen. | Hauptpostwerkstatt für Postkraftwagen                                                           |
| Conradstraße (Lage)        | 0850                   | Conrad von Borsig (1873–1945), Großindustrieller                                                             | vor 1903            | Sie ist eine der ältesten Straßen in Borsigwalde, die bei der Anlage der Werkssiedlung entstand. Die Wohnanlage Conradstraße 51–78 ist ein gelistetes Baudenkmal. Die Straße verbindet als Verlängerung der Ziekowstraße den Ortsteil Tegel mit der Holzhauser Straße. | Conradstraße                                                                                    |
| Drenziger Zeile (Lage)     | 0190                   | Drenzig, Ort in der ehemaligen Provinz Brandenburg, heute Drzeńsko in der polnischen Woiwodschaft Lebus      | 10. Apr. 1961       | Die Straße vom Trepliner Weg zur Vietzer Zeile wurde als Straße 167 angelegt. | Drenziger Zeile                                                                                 |
| Drostestraße (Lage)        | 0120 + 110             | Droste, um 1844 Gendarm in der Gemeinde Tegel                                                                | 20. Okt. 1932       | Die Straße verbindet den Borsigwalder Weg mit der Ernststraße und verläuft dann versetzt als Fußweg zum Jacobsenweg. Vorher Straße 1a und Freifläche J. | Drostestraße                                                                                    |
| Eichborndamm (Lage)        | 1240 (im Ortsteil)     | Ludwig (Louis) Eichborn (1819–1903), Grundbesitzer, Bankier, Lotterie-Obereinnehmer.                         | 20. Mai 1937        | Vorherige Namen waren Rosenthaler Straße (vor 1902–1937), Charlottenburger Straße (vor 1910–1937) und Eichbornstraße (1875–1937). Die Eichbornstraße verlief von der Scharnweberstraße bis zum heutigen Bahnhof Eichborndamm. Ihre Verlängerung war die Charlottenburger Straße, die bis zur Hauptstraße in Wittenau (heute: Alt-Wittenau) verlief. Beide Straßen wurden 1937 in Eichborndamm umbenannt (der S-Bahnhof erhielt diesen Namen erst am 28. Mai 1995 bei Wiederinbetriebnahme der S-Bahnstrecke zwischen Schönholz und Tegel). Am 22. Januar 1958 wurde der Teil der Holzhauser Straße von der Einmündung in den Eichborndamm bis zur Oranienburger Straße ebenso benannt, er war früher Teil der Rosenthaler Straße. Die Straße bildet die Ostgrenze zum Ortsteil Wittenau. In der Nr. 179 ist in Gebäuden der ehemaligen DWM (Deutsche Waffen- und Munitionsfabriken) die Deutsche Dienststelle (WASt) für die Benachrichtigung der nächsten Angehörigen von Gefallenen der ehemaligen deutschen Wehrmacht (frühere Wehrmachtauskunftstelle) untergebracht. Weiterhin befindet sich dort das Landesarchiv Berlin. | Haupteingang der Deutschen Dienststelle (WAST) · Eichborndamm DWM-Gebäude · Landesarchiv Berlin |
| Eichstädter Weg (Lage)     | 0300                   | Eichstädt, Ortsteil der Gemeinde Oberkrämer in Brandenburg                                                   | 10. Apr. 1961       | Sie entstand als Straße 171 und verbindet den Borsigwalder Weg mit dem Altenhofer Weg. | Eichstädter Weg                                                                                 |
| Ernststraße (Lage)         | 0920                   | Ernst Borsig ab 1909 von Borsig; (1869–1933), Großindustrieller                                              | 1903                | Vorherige Namen waren Gaswerkstraße (um 1900–1939), Verlängerte Gaswerkstraße (vor 1903 bis vor 1905), Hempelstraße (vor 1905 bis um 1913) und Neue Ernststraße (um 1913–1939). Die Ernststraße verlief ursprünglich nur von Conradstraße bis Miraustraße. Am 29. März 1939 wurden die Neue Ernststraße (Conradstraße bis S-Bahn-Trasse, heute in etwa die Stadtautobahn) und die Gaswerkstraße (Berliner Straße bis S-Bahn-Trasse) in die Ernststraße einbezogen. Sie verläuft von der Berliner Straße in Tegel bis zur Miraustraße. Nur der Teil östlich der Kremmener Bahn gehört zu Borsigwalde, der westliche Teil zu Tegel. Die beiden Teile waren seit den 1920er Jahren zunächst über eine Fußgängerbrücke aus Holz miteinander verbunden, später wurde diese zu Gunsten einer Betonkonstruktion abgelöst. | Ernststraße 68 · Ernststraße                                                                    |
| Holzhauser Straße (Lage)   | 1540 (im Ortsteil)     | Holzhausen, Stadtteil von Kyritz in Brandenburg                                                              | 20. Mai 1937        | Vorherige Namen waren Spandauer Straße (vor 1898–1937) und Charlottenburger Straße (vor 1907–1937). 1937 wurden die Spandauer Straße, der sich nordöstlich anschließende Rest der Charlottenburger Straße und der sich anschließende Teil der Rosenthaler Straße bis zur Oranienburger Straße in Holzhauser Straße umbenannt. Am 22. Januar 1958 erhielt ein Teil der Holzhauser Straße von der Einmündung in den Eichborndamm bis zur Oranienburger Straße den Namen Eichborndamm. Der Teil der Holzhauser Straße zwischen Eichborndamm und Am Nordgraben wurde am 1. Juli 1976 in Am Rathauspark umbenannt. Am selben Tag erhielt ihre Verlängerung, die Straße 374, den Namen Holzhauser Straße. Der Teil südlich der S-Bahntrasse liegt in Tegel. | Holzhauser Straße · Holzhauser Straße                                                           |
| Innungsstraße (Lage)       | 0370                   | Innung, fachliche Organisationsform des Handwerks auf lokaler bzw. regionaler Ebene                          | vor 1908            | Hier befand sich eine Schäferei der Charlottenburger Schlächterinnung. Sie wurde als Straße 19 angelegt und zwischen 1905 und 1908 benannt. Sie verlief einst von der Seidelstraße in Tegel bis Miraustraße. Der Teil der Straße im Ortsteil Tegel wurde am 19. Juli 1956 in Otisstraße umbenannt. In der Innungsstraße 40 befindet sich die Agentur für Arbeit Berlin Nord. | Innungsstraße · Innungsstraße Arbeitsamt                                                        |
| Jacobsenweg (Lage)         | 0550                   | Emil Jacobsen (1836–1911), Chemiker und Dichter                                                              | 29. März 1939       | Die Straße verläuft von der Holzhauser Straße zur Ernststraße. Das Sauerstoffwerk Borsigwalde – Gesellschaft für Lindes Eismaschinen AG, Böhmisches Brauhaus ist ein gelistetes Baudenkmal. | Sauerstoffwerk Borsigwalde                                                                      |
| Klinnerweg (Lage)          | 0650                   | Georg Klinner (1864–1958), von 1906 bis 1912 erster Gemeindebaumeister in Wittenau                           | 25. Juni 1936       | Sie wurde als Straße 5 angelegt. Sie verläuft zwischen Holzhauser Straße und Borsigwalder Weg als Verlängerung des Nassenheider Wegs. | Klinnerweg                                                                                      |
| Klosterfelder Weg (Lage)   | 0290                   | Klosterfelde, Ortsteil der Gemeinde Wandlitz in Brandenburg                                                  | 10. Apr. 1961       | Sie entstand als Straße 172 und verbindet den Borsigwalder Weg mit dem Nassenheider Weg. | Klosterfelder Weg                                                                               |
| Ladeburger Weg (Lage)      | 0220                   | Ladeburg, Ortsteil der Stadt Bernau bei Berlin                                                               | 10. Apr. 1961       | Sie entstand als Straße 173 und verbindet den Borsigwalder Weg mit dem Nassenheider Weg. | Ladeburger Weg                                                                                  |
| Letschiner Weg (Lage)      | 0300                   | Letschin, Gemeinde im Landkreis Märkisch-Oderland in Brandenburg                                             | 10. Apr. 1961       | Sie entstand als Straße 170 und verbindet den Borsigwalder Weg mit dem Altenhofer Weg. | Letschiner Weg                                                                                  |
| Leuenberger Zeile (Lage)   | 0250                   | Leuenberg, Ortsteil der Gemeinde Höhenland im Landkreis Märkisch-Oderland in Brandenburg                     | 10. Apr. 1961       | Sie entstand als Straße 165 und verläuft von der Ernststraße zum Trepliner Weg. | Leuenberger Zeile                                                                               |
| Miraustraße (Lage)         | 1610                   | Clemens Mirau (19. Jahrhundert–nach 1906), Regierungsbaumeister, Kreisbaurat im Kreis Niederbarnim           | vor 1910            | Sie verläuft von der Gorkistraße in Tegel bis zum Eichborndamm. Nordwestlich der Holzhauser Straße begrenzt sie das Borsigwalder Wohngebiet. Hier befindet sich die Toulouse-Lautrec-Schule und die Borsigwalder Grundschule. Zwischen Holzhauser Straße und Eichborndamm führt sie durch das Industriegebiet. Hier befinden sich zahlreiche Gebäude unter Denkmalschutz. | Toulouse-Lautrec-Schule · Pförtnerhäuschen                                                      |
| Nassenheider Weg (Lage)    | 0360                   | Nassenheide, Ortsteil der Gemeinde Löwenberger Land in Brandenburg                                           | 10. Apr. 1961       | Die Straße entstand als Straße 174 und verläuft vom Altenhofer Weg zum Borsigwalder Weg. | Nassenheider Weg                                                                                |
| Räuschstraße (Lage)        | 0580                   | Johannes Räusch (19. Jh.–1920), Direktor der Borsig-Zentralverwaltung                                        | vor 1903            | Sie wurde als Straße 2 von der Terraingesellschaft Tegel angelegt, in deren Aufsichtsrat Räusch Mitglied war. Der gesamte Straßenzug aus der Frühzeit der Kolonie Borsigwalde steht unter Denkmalschutz. Sie verläuft von der Holzhauser Straße bis zum Borsigwalder Weg. In der Räuschstraße 20 befindet sich die katholische Allerheiligen-Kirche. | Räuschstraße                                                                                    |
| Reppener Zeile (Lage)      | 0190                   | Reppen, Stadt in der ehemaligen Provinz Brandenburg, heute Rzepin in der polnischen Woiwodschaft Lebus       | 10. Apr. 1961       | Die von der Vietzer Zeile angehende Erschließungsstraße entstand als Straße 166. | Reppener Zeile                                                                                  |
| Rüdnitzer Zeile (Lage)     | 0330                   | Rüdnitz, Gemeinde in Brandenburg                                                                             | 10. Apr. 1961       | Die Wohnstraße entstand als Straße 174 und verläuft zwischen der Miraustraße und dem Klinnerweg. | Rüdnitzer Zeile                                                                                 |
| Schubartstraße (Lage)      | 0620                   | Paul Schubarth (19. Jh.–nach 1928), Jurist, Direktor im Borsigwerk                                           | vor 1903            | Sie wurde als Straße 3 von der Terraingesellschaft Tegel, deren Aufsichtsratsvorsitzender Schubart war, angelegt. Der gesamte Straßenzug aus der Frühzeit der Kolonie Borsigwalde steht unter Denkmalschutz. Sie liegt zwischen Holzhauser Straße und Borsigwalder Weg. | Schubartstraße · Schubartstraße                                                                 |
| Soltauer Straße (Lage)     | 0600                   | Soltau, Stadt in der Lüneburger Heide in Niedersachsen                                                       | 1. Feb. 1965        | Sie ist eine der ältesten Straße Borsigwaldes und hieß bis 1965 Mühlenstraße nach der ehemals hier stehenden Dallgower Mühle. Sie führt von der Holzhauser Straße zur Innungsstraße. | Soltauer Straße                                                                                 |
| Sommerfelder Straße (Lage) | 0120                   | Sommerfeld, Ortsteil von Kremmen in Brandenburg                                                              | um 1914             | Die kurze Straße zwischen Jacobsenweg und Conradstraße entstand als Straße 52. Hier befindet sich die Benjamin-Franklin-Oberschule. | Benjamin-Franklin-Oberschule                                                                    |
| Tietzstraße (Lage)         | 0640                   | Carl Tietz (1831–1874), Architekt                                                                            | vor 1903            | Sie entstand als Straße 4. Auf dem Stadtplan, der um 1903 entstand, ist die Tietzstraße bereits namentlich eingezeichnet. Sie führt von der Holzhauser Straße bis zum Borsigwalder Weg. Hier befindet sich die Stötzner Schule für Lernbehinderte, ein Jugendfreizeitheim und die Gnade-Christi-Kirche. | Stötzner-Schule · Jugendfreizeitheim                                                            |
| Trepliner Weg (Lage)       | 0290                   | Treplin, Gemeinde im Landkreis Märkisch-Oderland in Brandenburg                                              | 1. Mai 1978         | Die von der Ziekowstraße zur Leuenberger Zeile verlaufende Straße wurde als Straße 389 angelegt. | Trepliner Weg                                                                                   |
| Trettachzeile (Lage)       | 0230                   | Trettach, rechter Quellfluss der Iller in den Allgäuer Alpen in Bayern                                       | 26. Juli 1955       | Die von der Ziekowstraße abgehende Straße wurde als Straße D angelegt. Sie bildet die Grenze zu Tegel, wo weitere nach Bayerischen Flüssen benannte Straßen liegen. | Trettachzeile                                                                                   |
| Triftstraße (Lage)         | 0180 (im Ortsteil)     | Trift, der vom Vieh benutzte Weg zwischen Weideland und Stall                                                | vor 1902            | Die Straße ist bereits im Berliner Adressbuch von 1902 verzeichnet. Sie setzt sich in Wittenau fort und verläuft von der Holzhauser Straße bis Alt-Wittenau. Zu Borsigwalde gehört lediglich der Teil zwischen Holzhauser Straße und Nordgraben. | Triftstraße                                                                                     |
| Vietzer Zeile (Lage)       | 0210                   | Vietz, Stadt in der ehemaligen Provinz Brandenburg, heute Witnica in der polnischen Woiwodschaft Lebus       | 10. Apr. 1961       | Die von der Drenziger Zeile zur Leuenberger Zeile verlaufende Straße wurde als Straße 168 angelegt. | Vietzer Zeile                                                                                   |
| Ziekowstraße (Lage)        | 0050 (im Ortsteil)     | Carl Friedrich August Ziekow (1832–1887), Lehn- und Gerichtsschulze, Besitzer des Lehnschulzengutes in Tegel | um 1913             | Sie wurde als Straße 2 angelegt. 1945/1946 trug die Straße kurzzeitig den Namen Paul-Gehrt-Straße, der wieder rückgängig gemacht wurde. Am 1. Juli 1976 wurde ein Teil des Titusweges in Ziekowstraße umbenannt. Sie setzt sich nach Tegel fort. | Ziekowstraße                                                                                    |

## Kleingartenkolonien

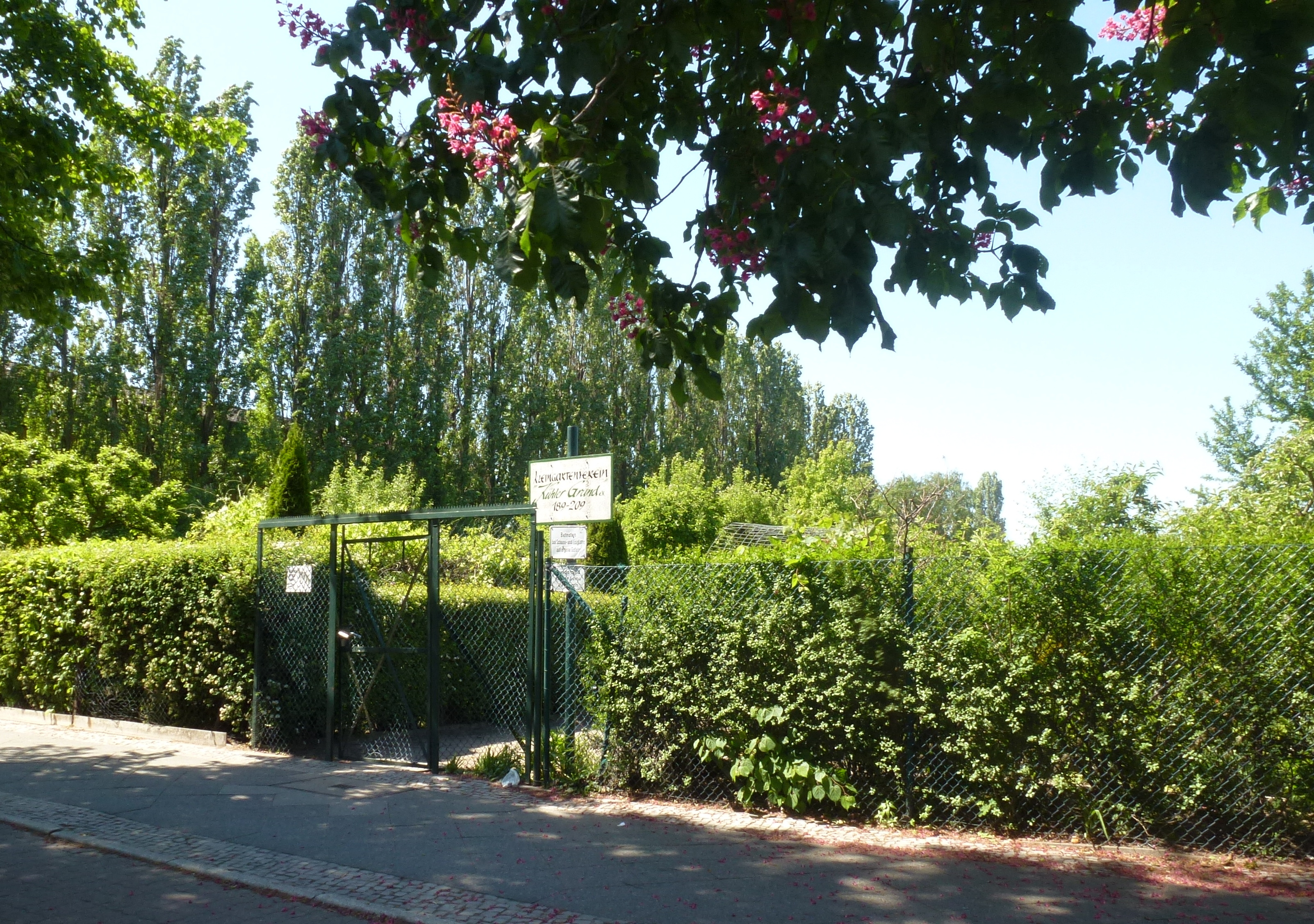
Kolonie Kühler Grund am Eichborndamm

- Kolonie Borsigaue (Lage)
- Kolonie Frühauf (Lage)
- Kolonie Kühler Grund (Lage)